# Le Grondement de la montagne (film, 1954)
Pour plus de détails, voir Fiche technique et Distribution.
Le Grondement de la montagne (山の音, Yama no oto) est un film japonais réalisé par Mikio Naruse et sorti en 1954. Le film est une adaptation du roman homonyme de Yasunari Kawabata, publié la même année.

## Synopsis
Shūichi Ogata, marié à Kikuko, vit avec elle chez ses parents. Il travaille également dans l'entreprise que dirige son père. Les rapports entre les quatre personnes — la mère, le père, le fils et la bru — sont plutôt compliqués et ambigus. Le fils délaisse et trompe son épouse avec Kinuko qu'il compare à un « torrent », alors que sa femme serait « semblable à un lac ». Shingo, le père, adore, quant à lui, sa bru pour laquelle il multiplie amabilités et prévenances, provoquant la jalousie dissimulée de Yasuko, sa propre femme. Pourtant, alors qu'il accompagne Kikuko, qui prétexte se rendre à l'hôpital pour visiter une amie, il déclare qu'elle et Shūishi feraient mieux d'avoir leur propre logement.
Plus tard, Shūichi révèle à son père que Kikuko s'est rendue à l'hôpital afin de se faire avorter, parce qu'elle refusait d'avoir un enfant de lui. Une violente dispute s'ensuit entre Shingo et son fils. Après de vaines démarches auprès de la maîtresse de Shūichi, Shingo rentre chez lui en état d'ivresse. Il reçoit enfin un appel téléphonique de Kikuko, sa bru, qui lui donne rendez-vous au Parc impérial.
Là, au cours d'une scène émouvante, alors que Kikuko communique à son beau-père son désir de rompre avec Shūichi, Shingo lui demande de réfléchir avant de prendre la décision de le quitter. Puis, il annonce sa volonté de se retirer avec son épouse dans leur maison de campagne afin d'y attendre paisiblement la mort.

## Fiche technique
- Titre original : 山の音 (Yama no oto?)
- Titre français : Le Grondement de la montagne
- Réalisation : Mikio Naruse
- Scénario : Yōko Mizuki, d'après le roman de Yasunari Kawabata
- Assistant-réalisateur : Masanori Kakei (ja)
- Photographie : Masao Tamai (ja)
- Montage : Eiji Ōi
- Décors : Satoru Chūko (ja)
- Musique : Ichirō Saitō
- Producteur : Sanezumi Fujimoto
- Société de production : Tōhō
- Pays de production :  Japon
- Langue d'origine : japonais
- Format : noir et blanc
- Genre : comédie dramatique
- Durée : 94 minutes (métrage : dix bobines - 2 592 m[1])
- Dates de sortie :
  - Japon : 15 janvier 1954[1]
  - France : 3 mars 1993

## Distribution
- Setsuko Hara : Kikuko Ogata
- Ken Uehara : Shūichi Ogata
- Sō Yamamura : Shingo Ogata
- Teruko Nagaoka : Yasuko, son épouse
- Yōko Sugi : Eiko Tanizaki
- Yatsuko Tan'ami : Ikeda
- Chieko Nakakita : Fusako Aihara
- Nobuo Kaneko : M. Aihara, son mari
- Rieko Sumi (ja) : Kinuko
- Hisao Toake (ja) : l'ami de Shingo

## Commentaire
À propos du film, Jean Narboni confie : « Il est difficile d'oublier la surprise d'abord, puis le trouble ressentis devant la dernière scène du Grondement de la montagne » dans laquelle le vieux Shingo a rendez-vous avec Kikuko, sa belle-fille adorée, dans l'ancien parc impérial de Shinjuku à Tokyo. Shingo a désormais conscience que les sentiments équivoques qu'il éprouve à l'endroit de sa bru et la cohabitation du couple avec celui des beaux-parents n'ont fait qu'accroître le malaise et l'incompréhension entre les jeunes époux. Il s'adresse à Kikuko en des termes qui, pour être ceux d'un beau-père prévenant, pourraient être également « ceux d'un mari à sa femme au moment de leur séparation. »
Cette scène où se mêlent « la fatigue, la tristesse des séparations, le froid du soir qui monte, le frémissement des visages, les larmes mal réfrénées de Kikuko, les regards qui échappent un bref instant à la conversation pour effleurer un couple d'amoureux ou une famille qui flânent dans le parc presque désert, font vibrer la scène de mille impressions fugitives. »
Mais, le meilleur semble atteint lorsque Shingo s'étonne que le parc soit si vaste. Kikuko, après avoir été réprimandée pour ses pleurs (signe de l'hostilité viscérale du cinéaste à l'égard des films larmoyants), lui répond alors : « Vaste ? Une vista bien conçue fait paraître les choses plus grandes. » Le beau-père interroge alors la bru : « Une vista ? » et celle-ci de rétorquer : « Vous ne savez pas ? Cela veut dire perspective. » Et, là Naruse joint le geste à la parole : la caméra recule et inscrit les deux personnages au centre de la pelouse. Placé à la fin du film, cet épisode, présent dans le roman de Yasunari Kawabata, « révèle un Naruse au plus loin du confinement et de la courte vue. »